# فیلم دورائمون: جزیره گنج نوبیتا
فیلم دورائمون: جزیره گنج نوبیتا (ژاپنی: 映画ドラえもん のび太の宝島 هپبورن: Doraemon Nobita no Takarajima) همچنین تحت عنوان فیلم ۲۰۱۸ دورائمون نیز شناخته می‌شود، یک انیمه علمی-تخیلی ژاپنی است که در سال ۲۰۱۸ منتشر شد. فیلم‌نامهٔ آن توسط گنکی کاوامورا بر اساس رمان جزیره گنج محصول سال ۱۸۸۳ به قلم رابرت لویی استیونسن به رشته تحریر درآمده است.